# Liste de points extrêmes de l'Afrique

Carte du continent africain

Voici une liste des points extrêmes de l'Afrique.

## Latitude et longitude

### Afrique
- Nord : La Galite,  Tunisie (37° 32′ N, 8° 56′ E)
- Sud : Cap des Aiguilles,  Afrique du Sud (34° 49′ 43,39″ S, 20° 00′ 09,15″ E)[1];
- Ouest : Santo Antão,  Cap-Vert (17° 32′ N, 24° 44′ O)
- Est : Rodrigues,  Maurice (19° 40′ S, 63° 30′ E)

### Continent
- Nord : Cap Angela,  Tunisie (37° 20′ 50″ N, 9° 44′ 42″ E)
- Sud : Cap des Aiguilles,  Afrique du Sud (34° 49′ 43,39″ S, 20° 00′ 09,15″ E)[1];
- Ouest : Pointe des Almadies, Presqu'île du Cap-Vert,  Sénégal (14° 44′ 26″ N, 17° 31′ 45″ O)
- Est : Ras Hafun,  Somalie, (10° 26′ 41″ N, 51° 24′ 50″ E)

## Altitude
- Maximale : Pic Uhuru, Kilimandjaro,  Tanzanie, 5 892 m (3° 04′ S, 37° 21′ E)
- Minimale : lac Assal,  Djibouti, -155 m (11° 24′ N, 42° 40′ E)

## Vue d'ensemble
| Gallo Île Gough Île Marion Santo Antão Rodrigues Cap Angela Cap des Aiguilles Pointe des Almadies Hafun Non nommé Pic Uhuru Lac Assal |